# Didric Andersson
Didric Eric Andersson, född 4 april 1991, är en svensk fotbollsspelare som spelar för Egnahems BK.

## Karriär
Anderssons moderklubb är Egnahems BK. 2008 gick Andersson till Husqvarna FF:s juniorlag och 2009 flyttades han upp i A-laget.
Inför säsongen 2017 återvände Andersson till moderklubben Egnahems BK. Han spelade 10 matcher för klubben i Division 6 2017. I augusti 2017 återvände Andersson till Husqvarna FF.
I december 2018 värvades Andersson av Norrby IF, där han skrev på ett tvåårskontrakt. I januari 2020 återvände Andersson till Husqvarna FF.
Inför säsongen 2022 blev Andersson klar för en återkomst i moderklubben Egnahems BK i Division 6.